# Electronika
Electronika, también deletreado Elektronika y Electronica, (en ruso, Электроника) es la marca utilizada para muchos productos electrónicos diferentes construidos por fábricas pertenecientes al Ministerio de Industria Electrónica Soviética, incluidas calculadoras, relojes digitales, juegos portátiles, radios, ordenadores, etc. Muchos diseños de Electronika fueron el resultado de los esfuerzos de los ingenieros soviéticos, que trabajaban para el complejo militar-industrial soviético, pero se vieron desafiados con la producción de bienes de consumo que escaseaban en la Unión Soviética. La marca aún se usa en Bielorrusia.

## Calculadoras
Lo más notable es una línea de calculadoras, que comenzó su producción en 1968.  Las calculadoras Electronika se produjeron en una variedad de tamaños y conjuntos de funciones, desde calculadoras grandes y voluminosas de cuatro funciones hasta modelos más pequeños diseñados para su uso en escuelas (como la MK-SCH-2). A medida que el tiempo avanzaba, se produjeron las calculadoras que soportaban cálculos más avanzados, con algunos de los modelos más recientes que incluso ofrecen una capacidad de programación completa y una funcionalidad similar a la de las calculadoras gráficas de diseño estadounidense actuales.

La marca Electronika ahora es utilizada por las calculadoras programables RPN Novosibirsk Electronika MK-152 (ru: Электроника МК-152) y Electronika MK-161 (ru: Электроника МК-161).

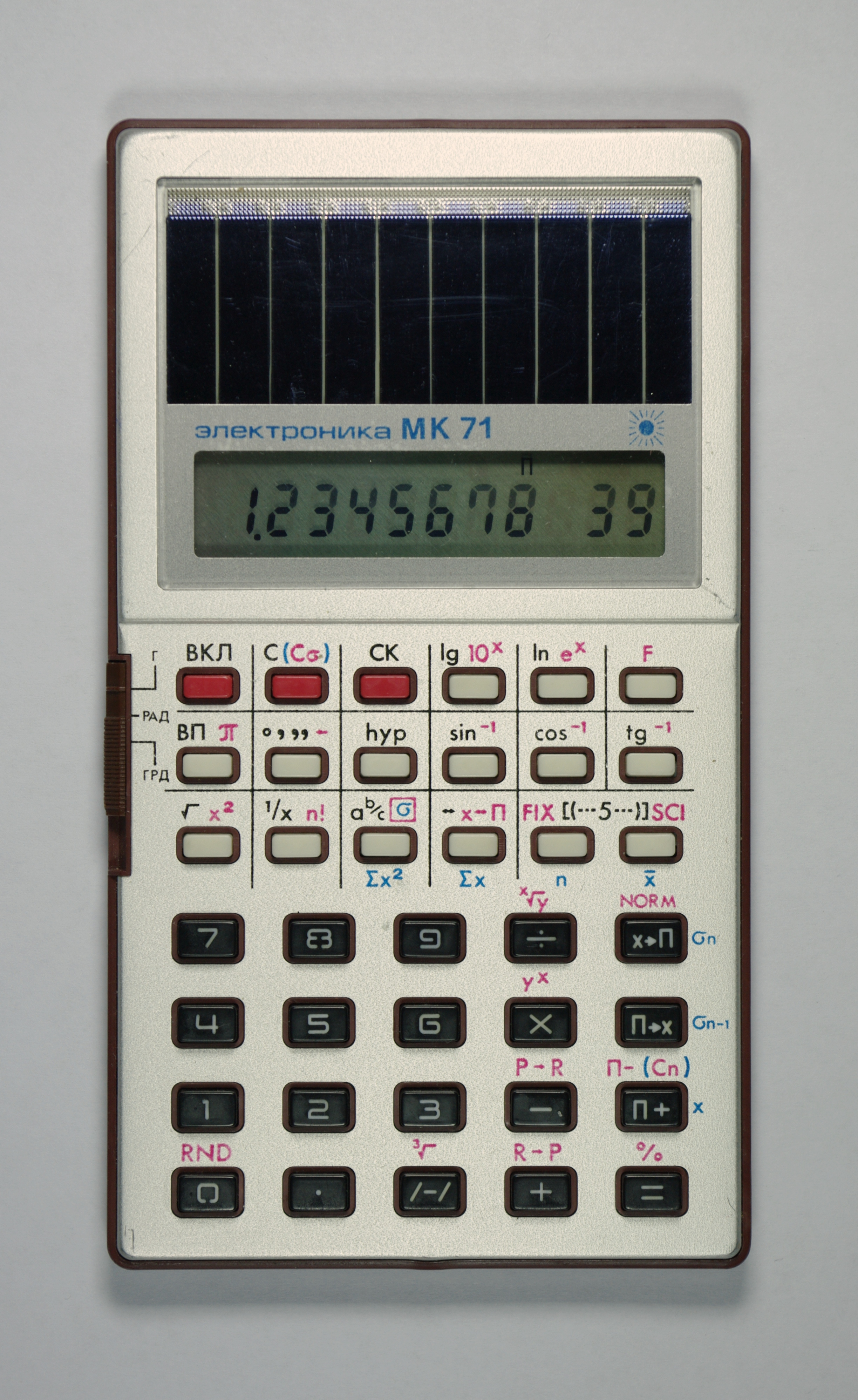
Electronika MK-71
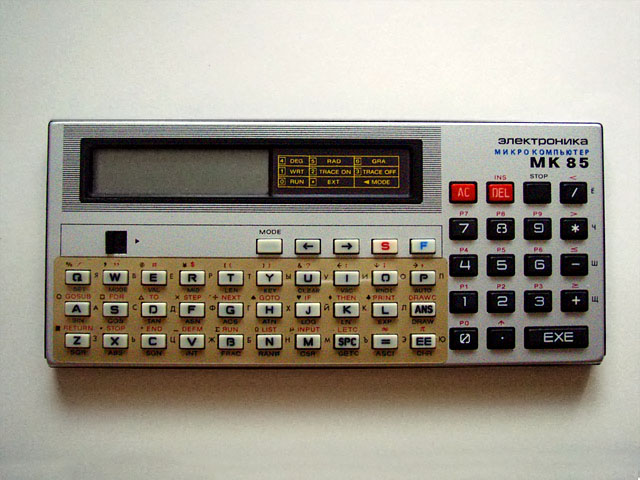
Electronika MK-85

## Ordenadores
Las siguientes computadoras Electronika utilizaron CPU compatible con Intel:
- MS 1502, MS 1504 – XT clon
- KR-series (01/02/03/04) – Producción en masa del popular homebrew ruso de 8 bits RK-86 (Радио 86РК)

Los siguientes ordenadores Electronika utilizaron CPU soviéticas, compatibles con PDP-11:
- Electronika 60
- UKNC
- DVK – Clon de SM EVM, desmontada para la producción en masa para satisfacer las necesidades científicas generales
- BK-0010 and BK-0011M – Versión reducida y de bajo costo de DVK, dirigida a adolescentes y usuarios domésticos.

### Galería

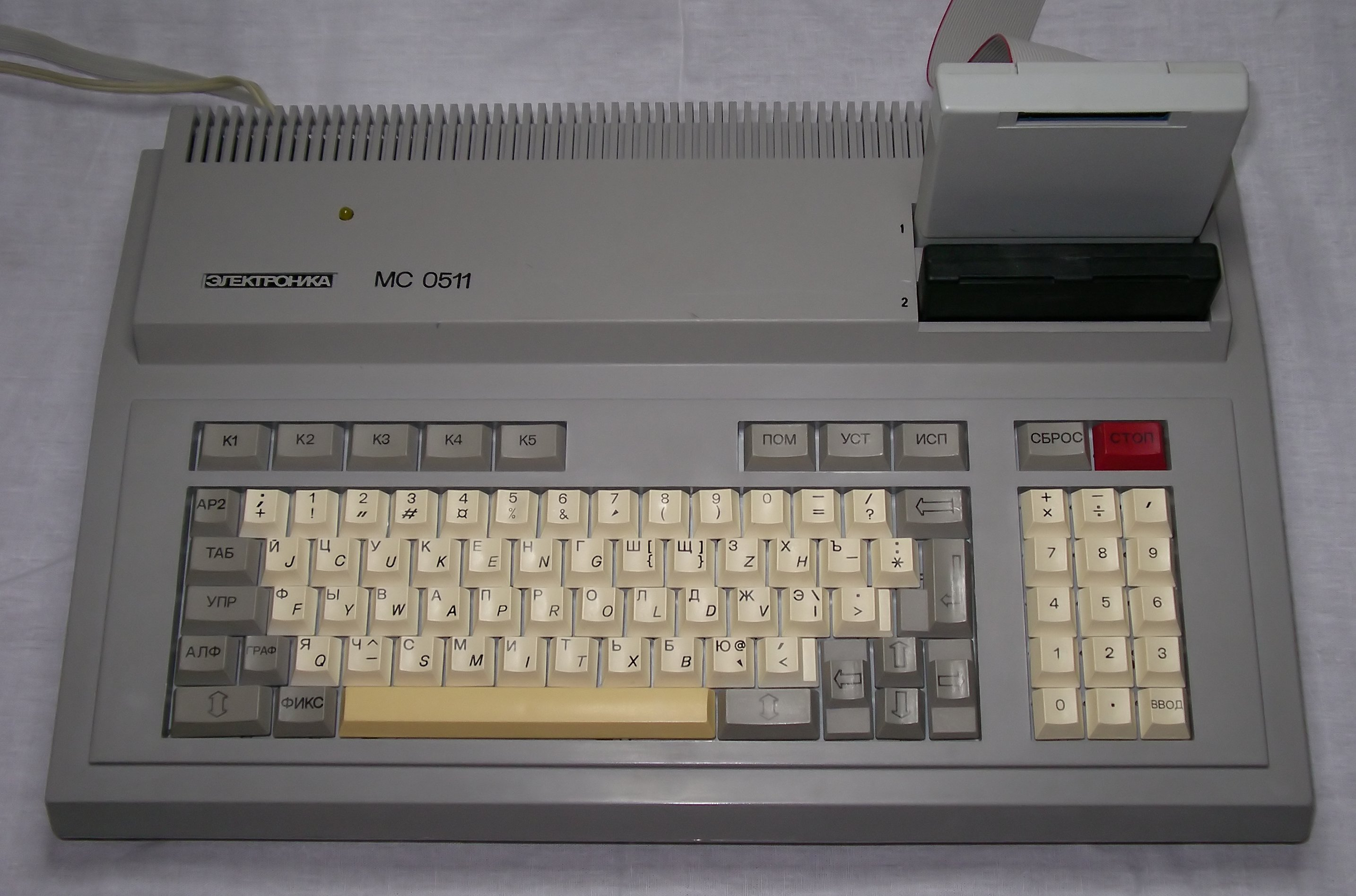
Ordenador personal UKNC MS 0511
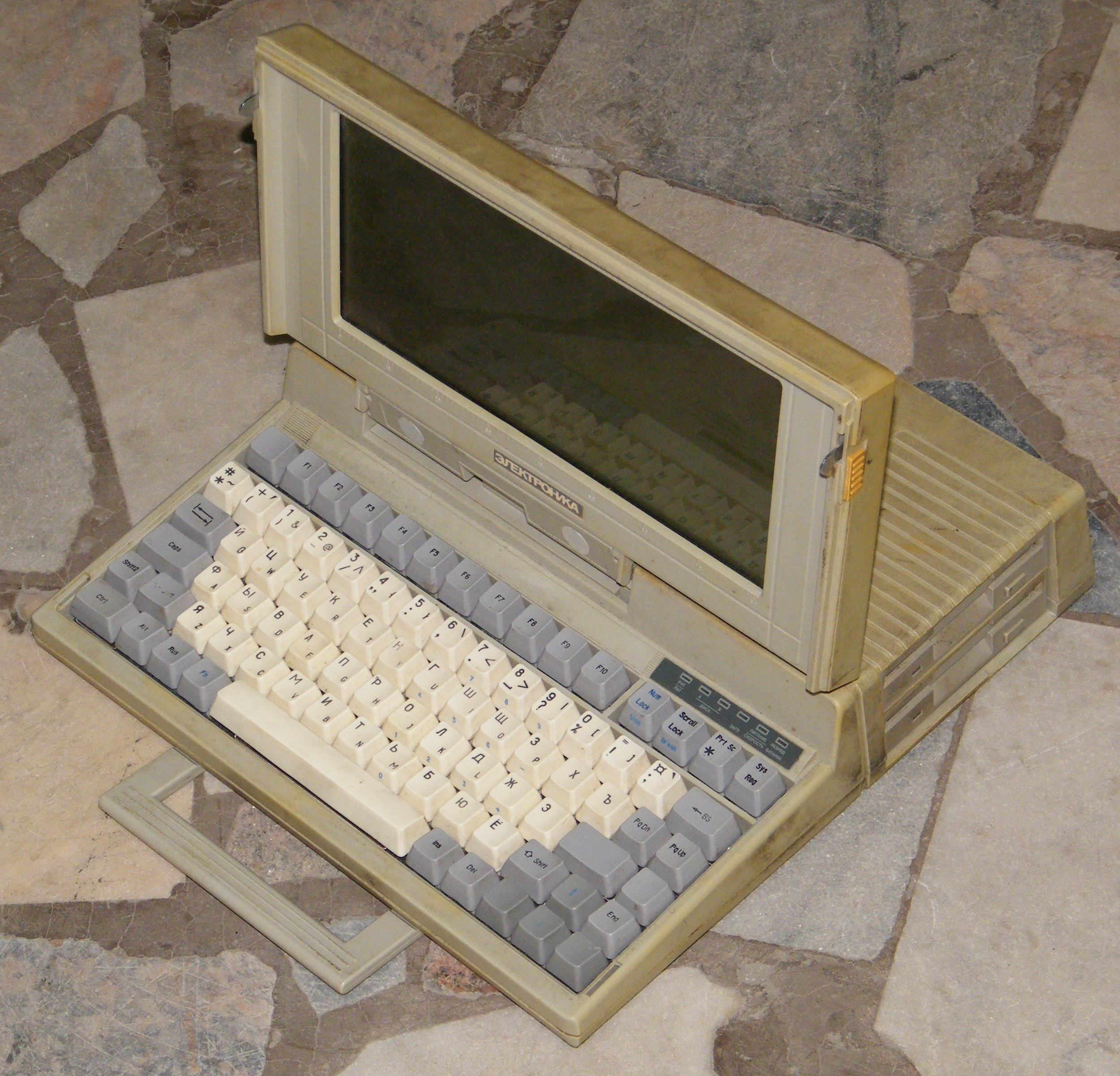
Electronika MS 1504 portátil
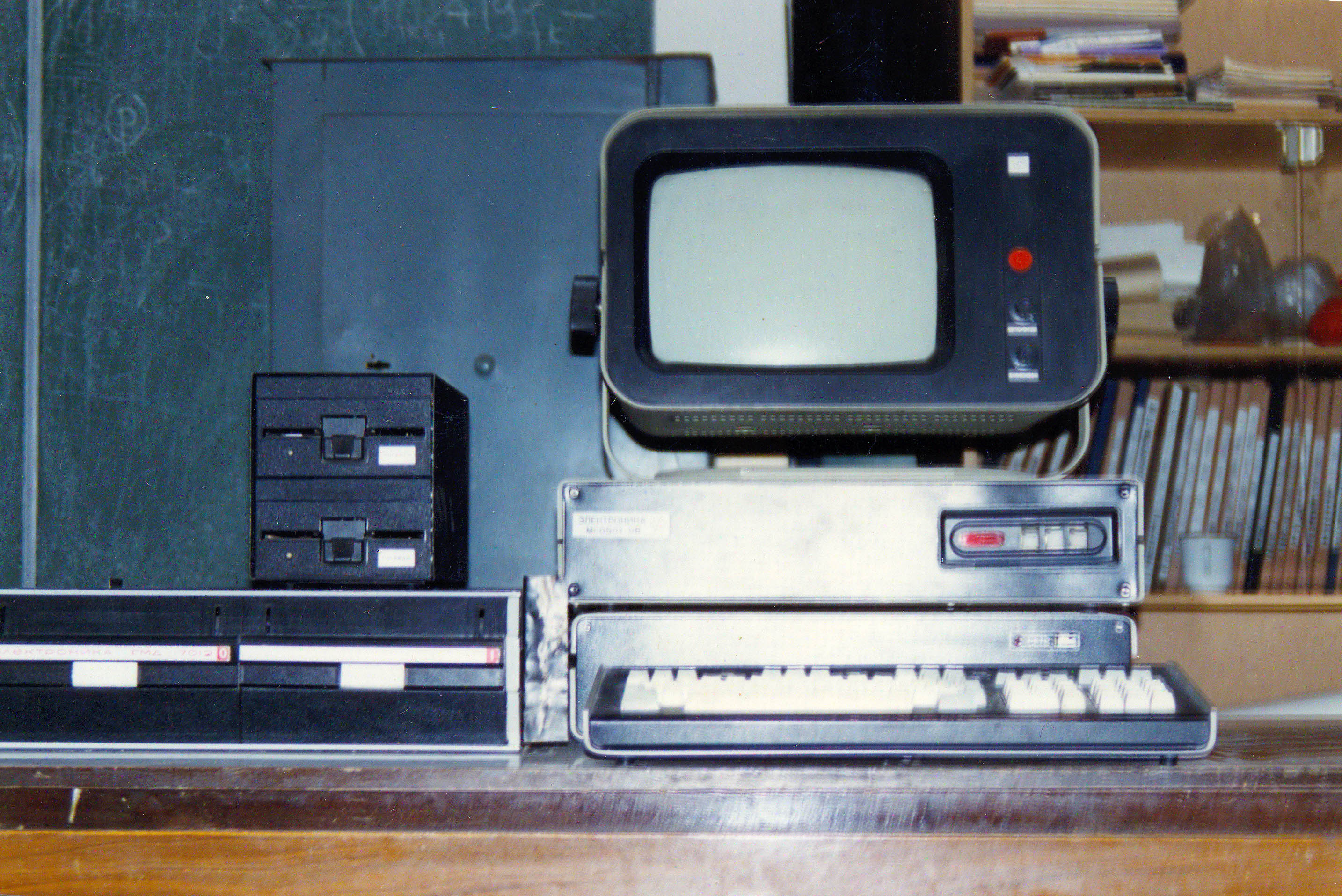
Electronika 60
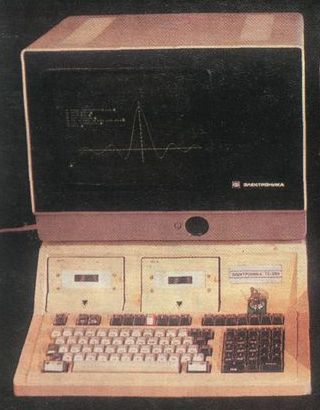
Electronika_T3-29
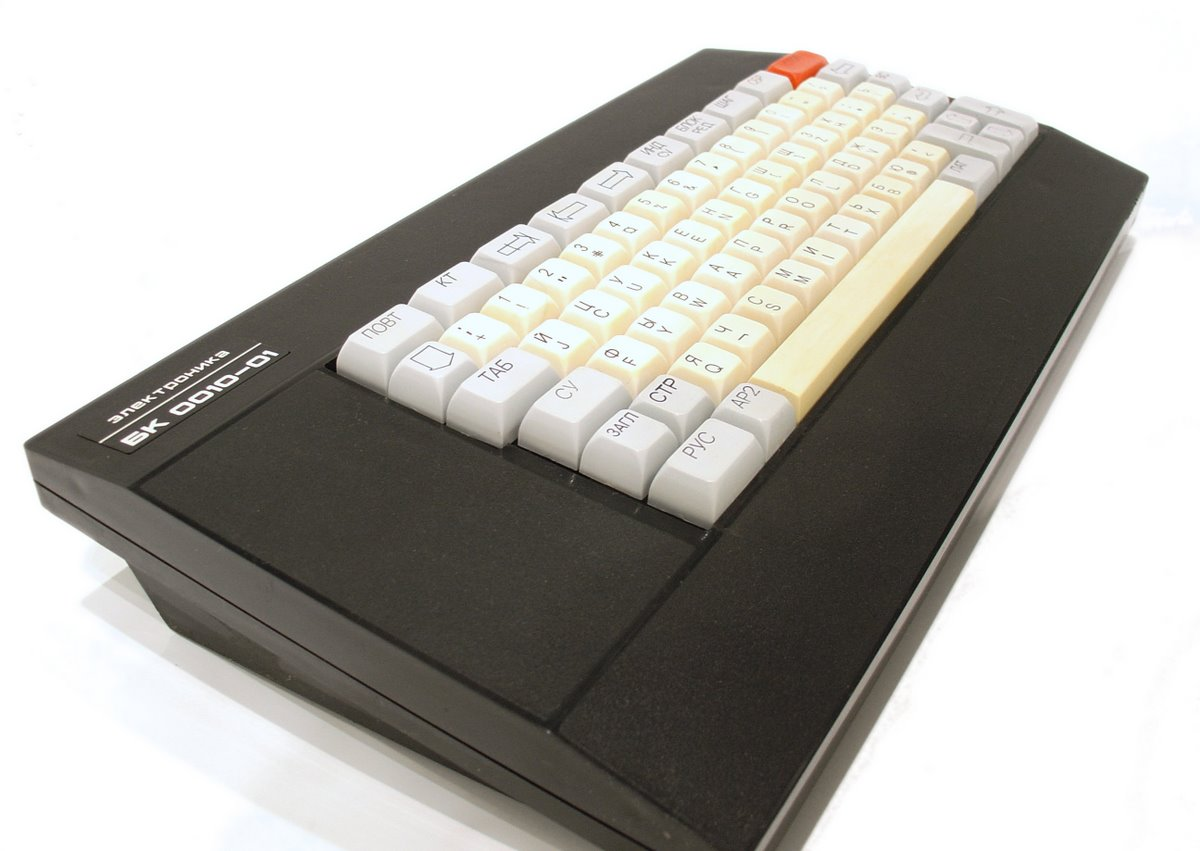
Electronika BK, una de las computadoras domésticas más populares en la URSS

## Televisiones

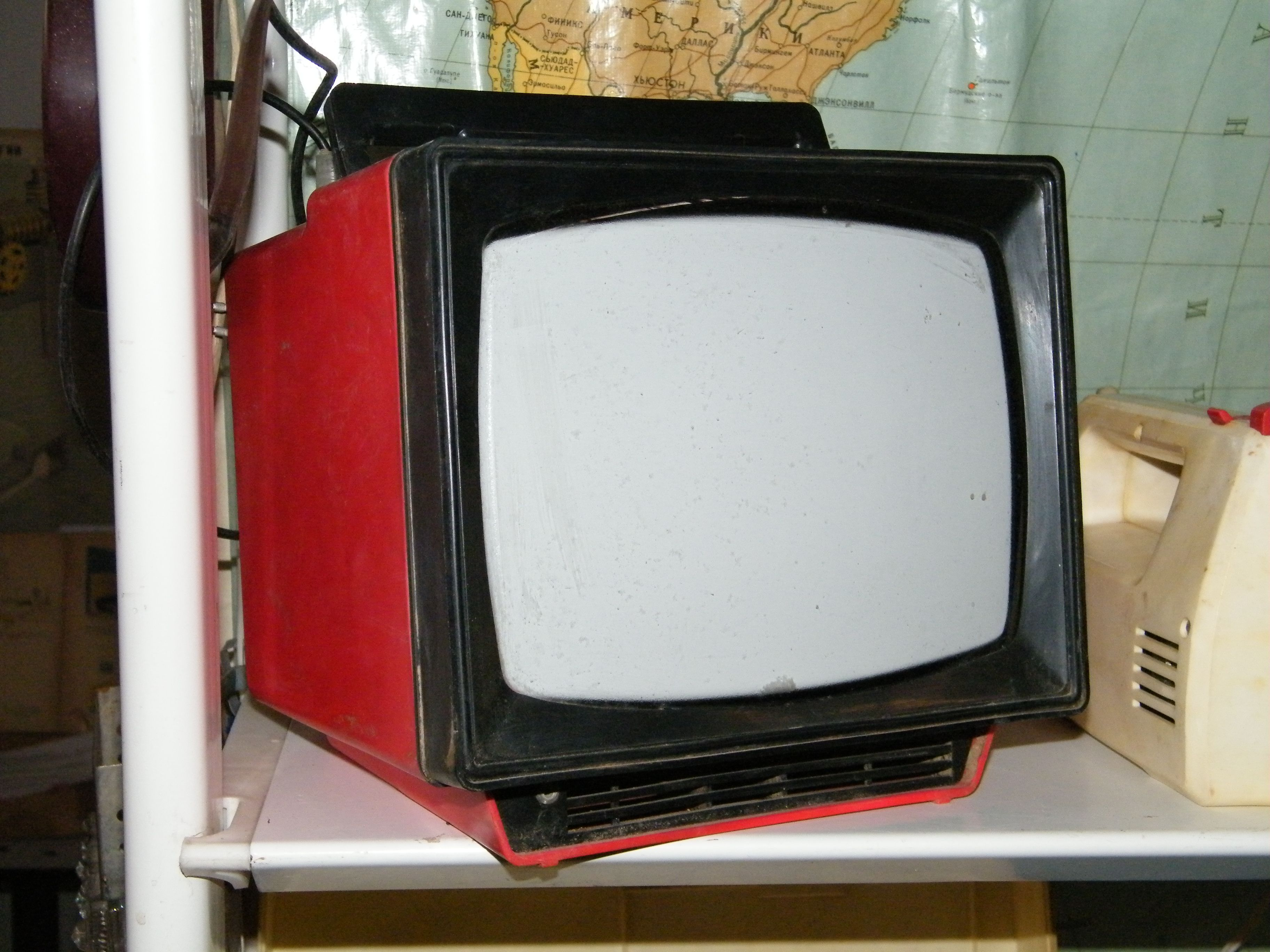
"Electronika 404D"

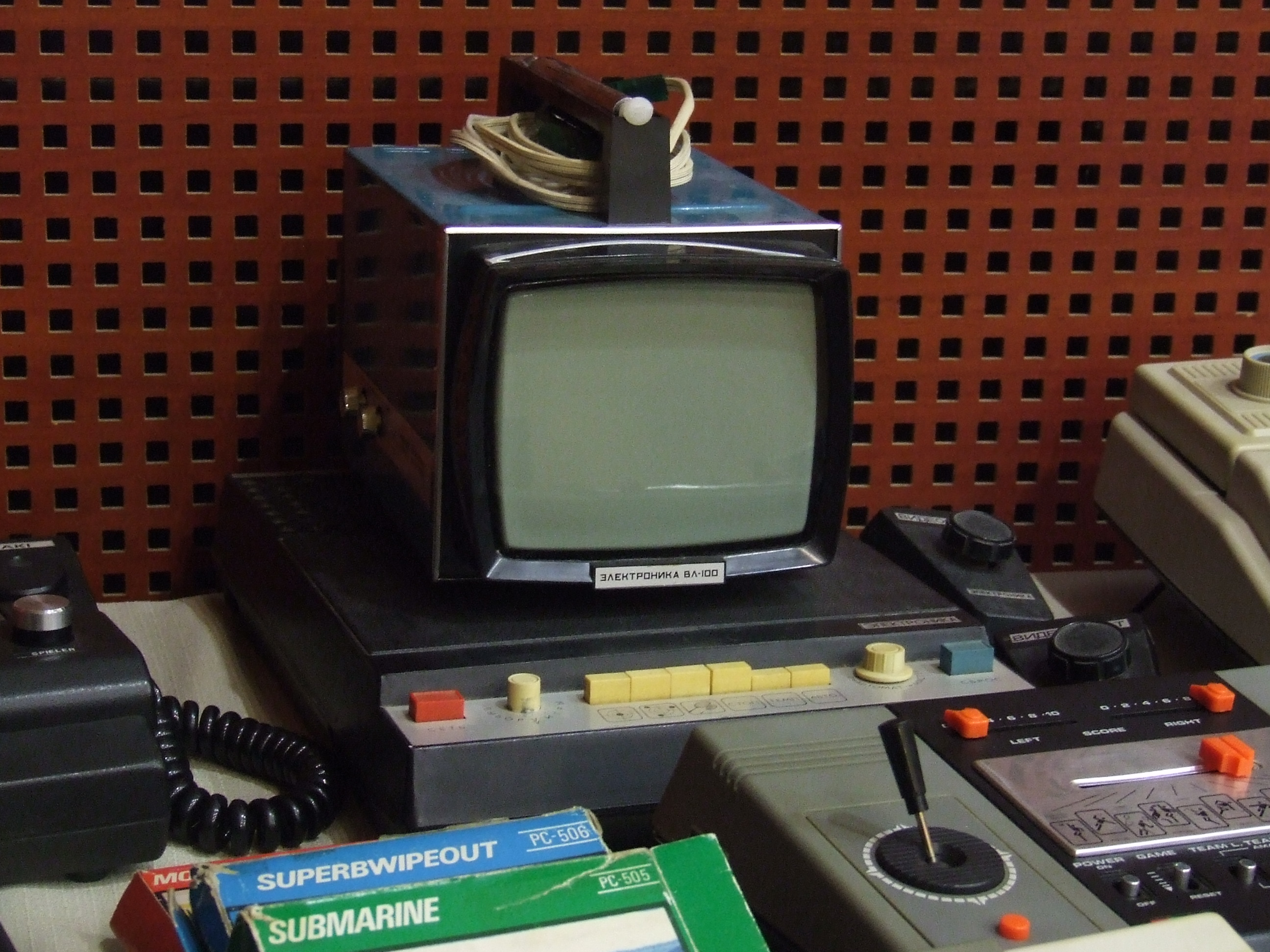
Consola de Videosport rusa con televisor "Elektronika VL100"

### Blanco y negro
- "Electronika VL-100"
- "Electronika 23TB-316D"
- "Electronika 404"
- "Electronika 407"
- Electronica 408 / D"
- "Electronika 409 / D" - Televisor b / w portátil, 220V CA o 12V de potencia constante de elección
- "Electronika 411D"
- "Electronika 450"
- "Electronika 8TBM-02B"

### Color
- "Electronika C-401"
- "Electronika C-401M"
- "Electronika C-430D"
- "Electronika  C-431D"
- "Electronika C-432"
- "Electronika C-432 / D"
- "Electronika C-436D"

## Juguetes electrónicos

### Videoconsola

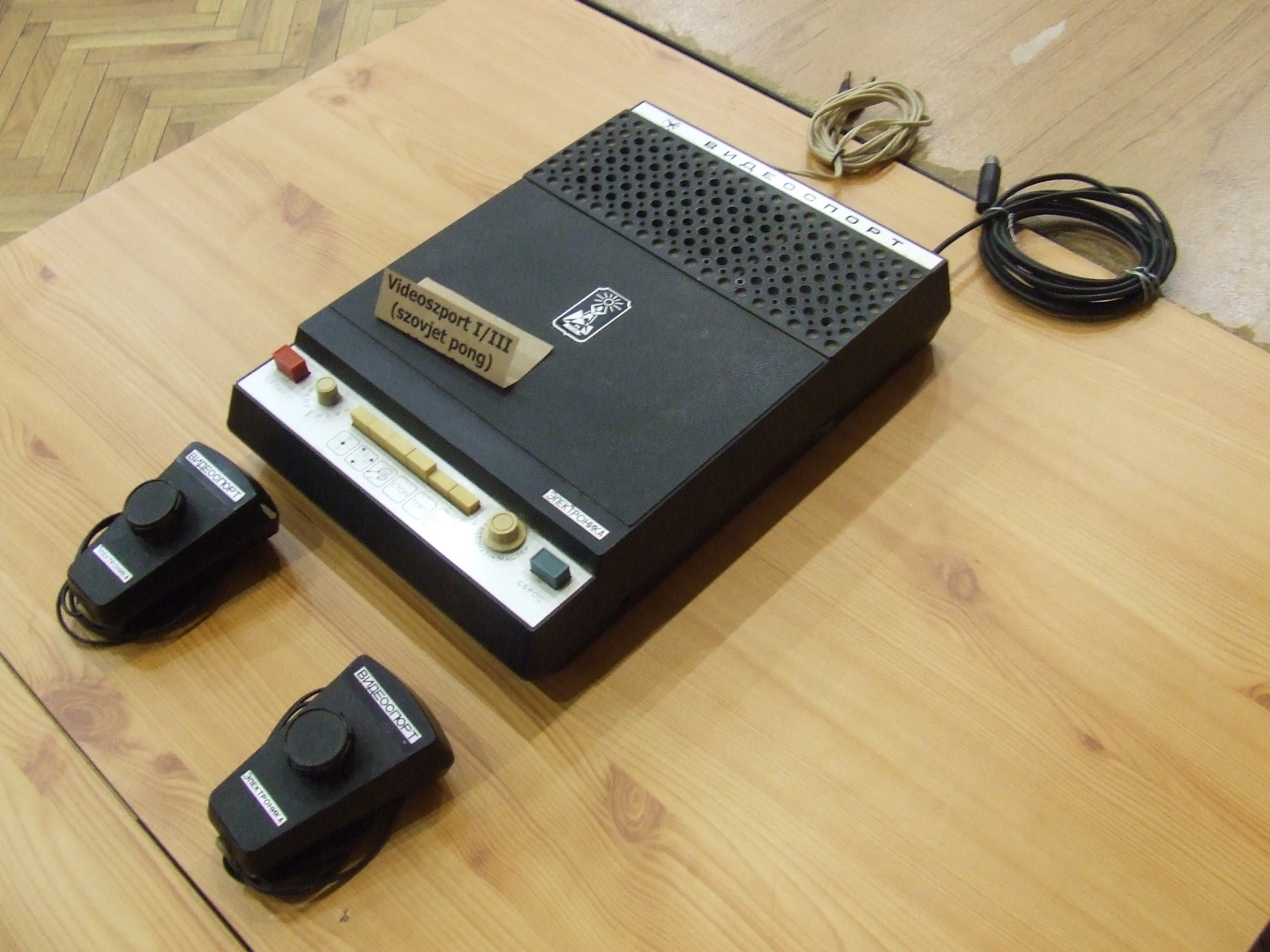
Videozsport.

- Videozsport - videoconsola pong

### Videoconsolas portátiles
Elektronika IM (en ruso: Электроника ИМ) es el nombre de una serie de juegos digitales producidos por la Unión Soviética, más tarde Rusia, Bielorrusia, Ucrania y otros países después de la antigua URSS, aproximadamente entre 1986 y 1993. Estos juegos fueron extremadamente populares en Checoslovaquia y otros países de Europa Central y Oriental a principios de los años 80 y 90.
La designación "IM" es un acrónimo del ruso Игра Микропроцессорная, traducido como "Juego de microprocesador". Los juegos son en su mayoría clones de Nintendo Game & Watch, compartiendo la misma estructura "Wide Screen". La mayoría de los juegos incluyen:
- Pantalla LCD que muestra la situación del juego (la pantalla no era matricial, sino adaptada al juego; el juego no se podía cambiar).
- Juego propio en dos niveles de dificultad.
- Reloj incorporado.
- Despertador.
- Fuente de alimentación con 2 piezas de pilas de botón LR43 o LR44 (dependiendo del tipo de juego).

Los juegos fueron producidos en la URSS por varias fábricas, por ejemplo: Angstrem, Mikron, Voskhod (Rusia), Billur (Azerbaiyán), Kamerton, Evistor (Bielorrusia), Oktyabr, Severodonetsk priborostroitelnyj zavod (Ucrania) y muchos otros.
Los modelos conocidos incluyen:
- IM-02 Nu, Pogodi! (1984) – Nintendo EG-26 Egg
- IM-03 Mysteries of the Ocean (1989) – Nintendo OC-22 Octopus
- IM-04 Merry Cook (1989) – Nintendo FP-24 Chef
- IM-09 Space Bridge (1989) – Nintendo FR-27 Fire
- IM-10 Hockey (1988)
- IM-13 Explorers of Space (1989)
- IM-18 Fowling (1989)
- IM-22 Merry Footballer (1989)
- IM-50 Amusing Arithmetics (1989)
- IM-32 Car Slalom (1991)
- IM-50 Space Flight (1992)

Versiones posteriores de 1992:
- I-01 Car Slalom
- I-02 Merry Cook
- I-03 Space Bridge
- I-04 Fisher Tom-Cat
- I-05 Naval Combat
- I-06 Just you wait!
- I-07 Frog boaster
- I-08 Fowling
- I-09 Explorers of Space
- I-10 Biathlon
- I-11 Circus
- I-12 Hockey
- I-13 Merry Footballer
- I-14 Night Thiefes
- I-15 Mysteries of the Ocean

Serie original:
- IM-29 Chess Partner

IM-11 Lunokhod era un clon de tanque de juguete Bigtrak,  vehículo de juguete de batería programable hecho por Milton Bradley Company.
(Más información en el artículo ruso de Wikipedia)

### Galería

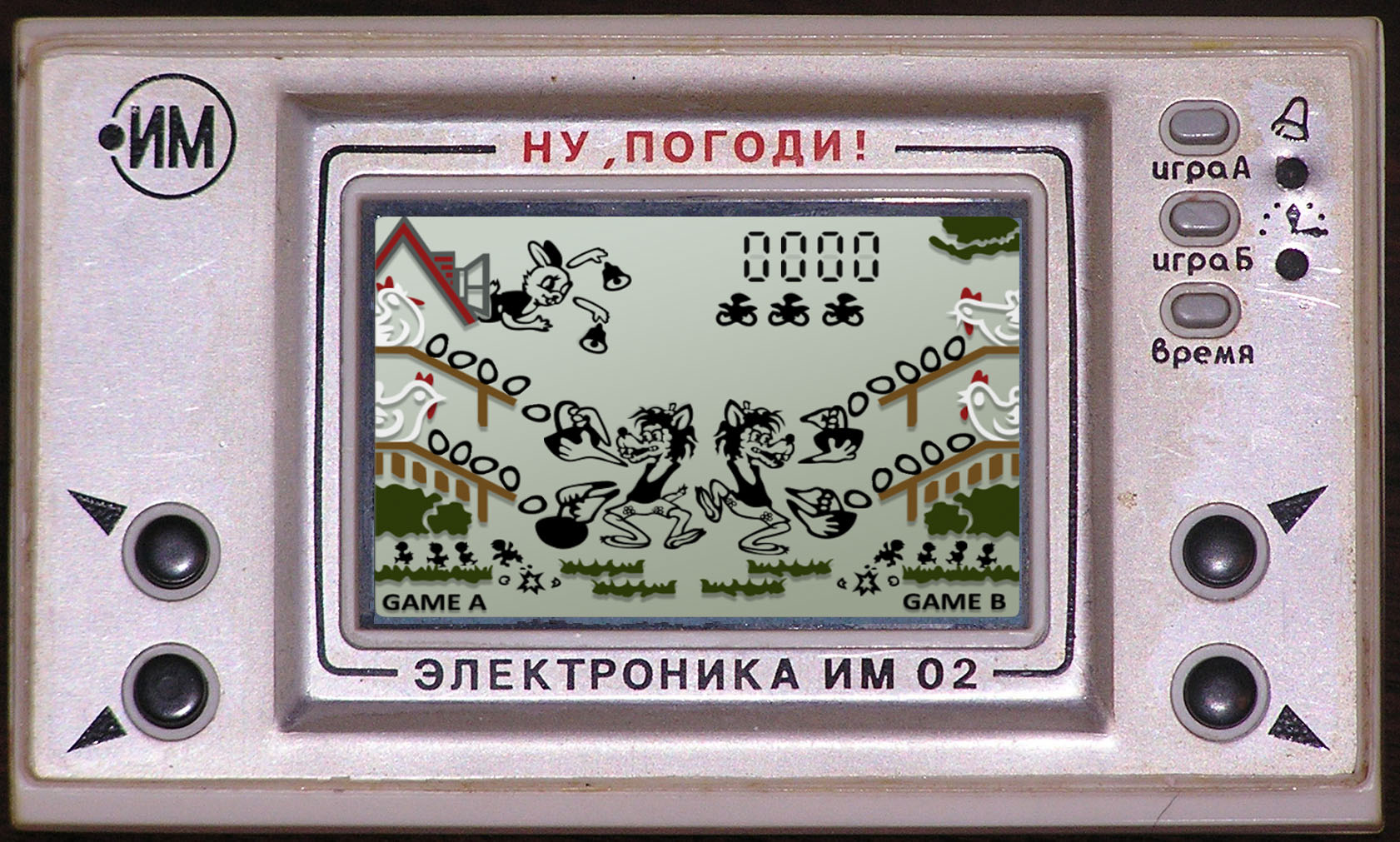
Electronika IM-02, Nu, pogodi! (Clon de "Egg" con los personajes de "¡Te vas a enterar!")
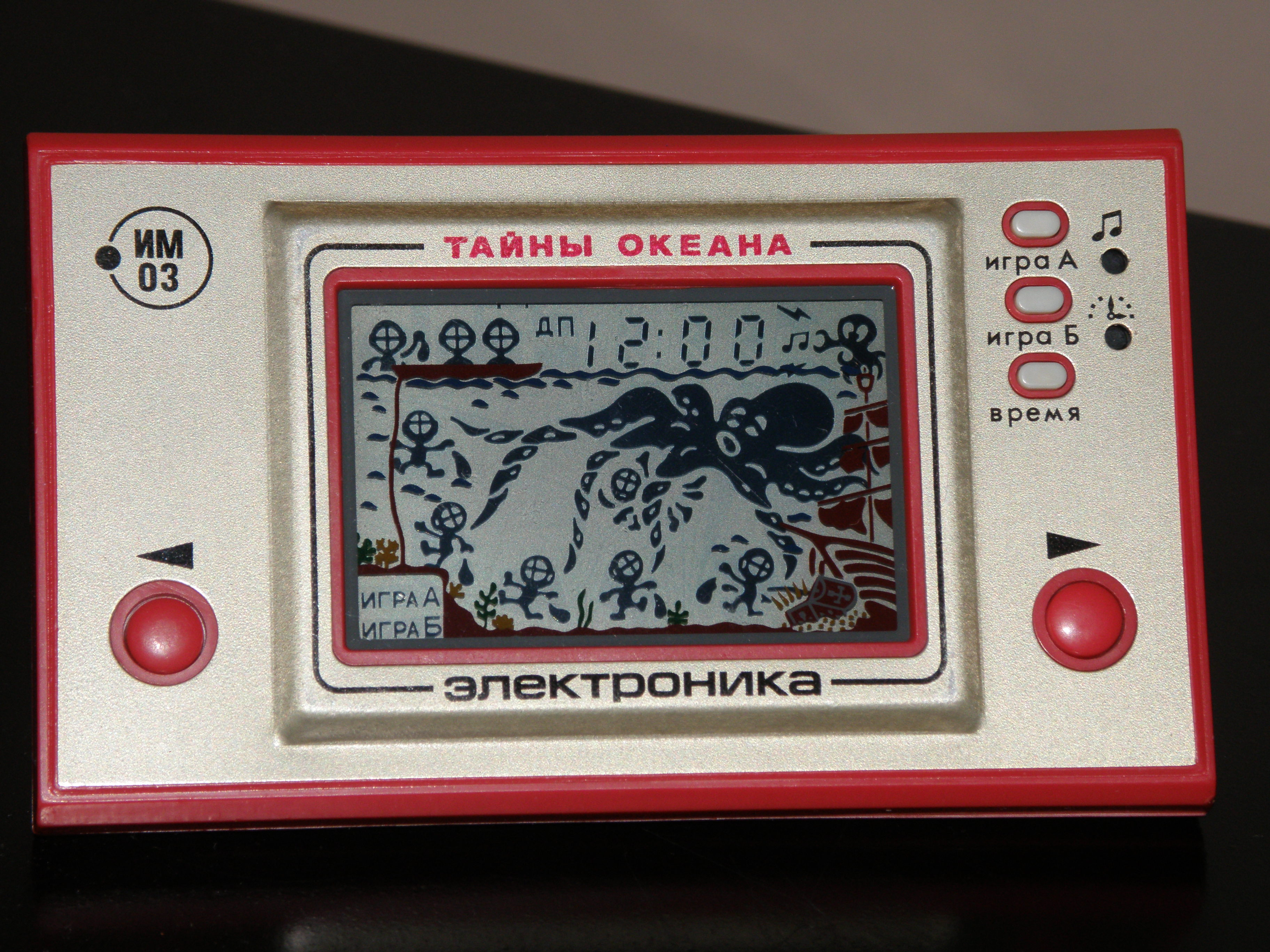
Elektronika IM-03, Mysteries of the Ocean (Clon de "Octopus")
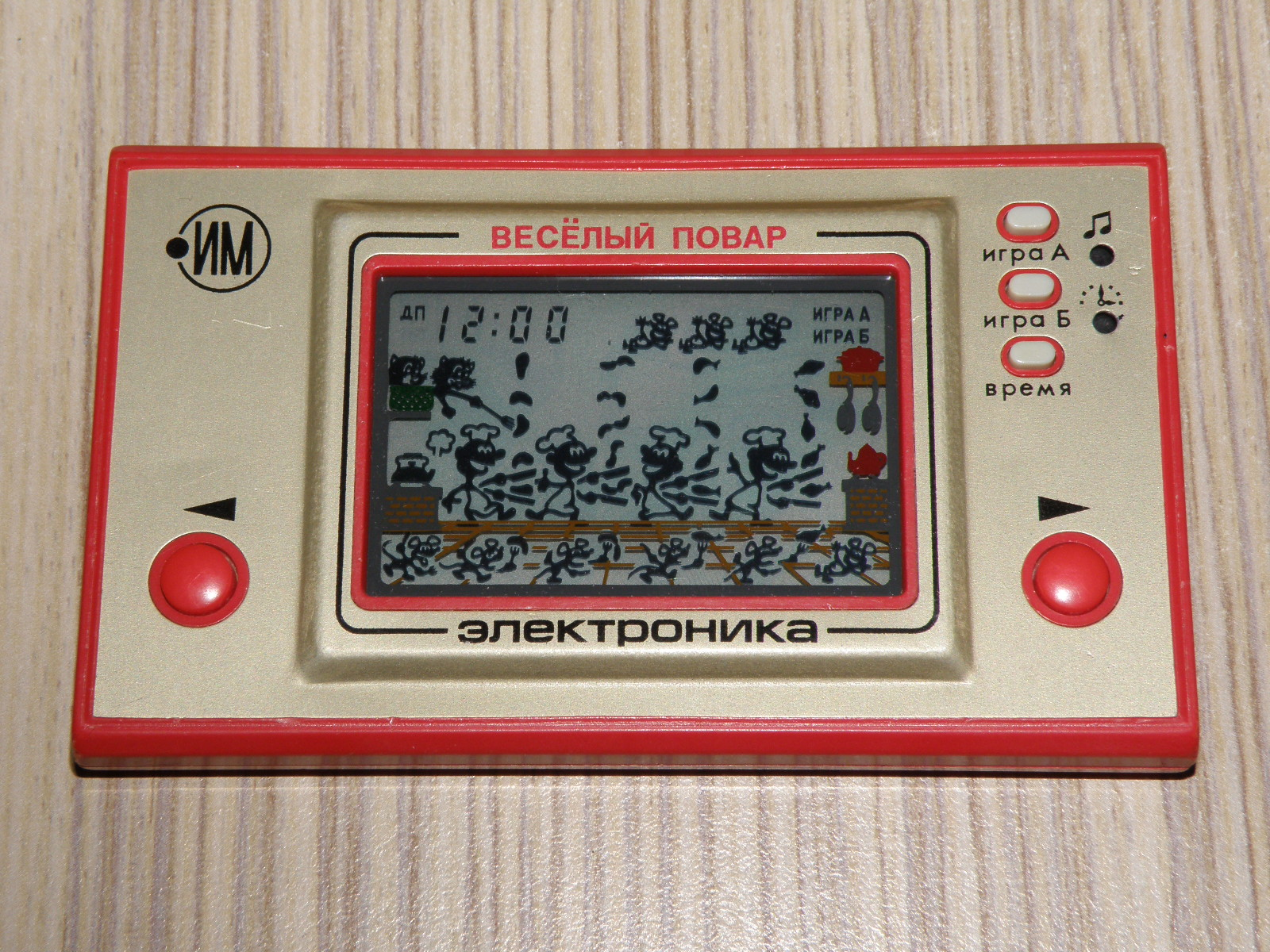
Elektronika IM-04, Merry Cook (Clon de "Chef")
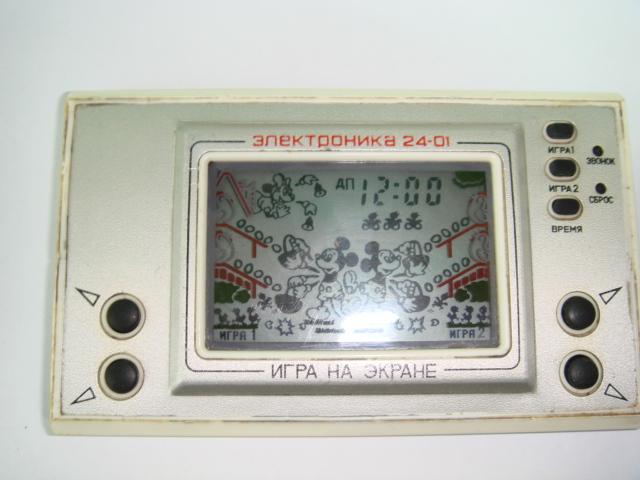
Elektronika 24-01, Merry Cook (Clon de "Mickey Mouse")
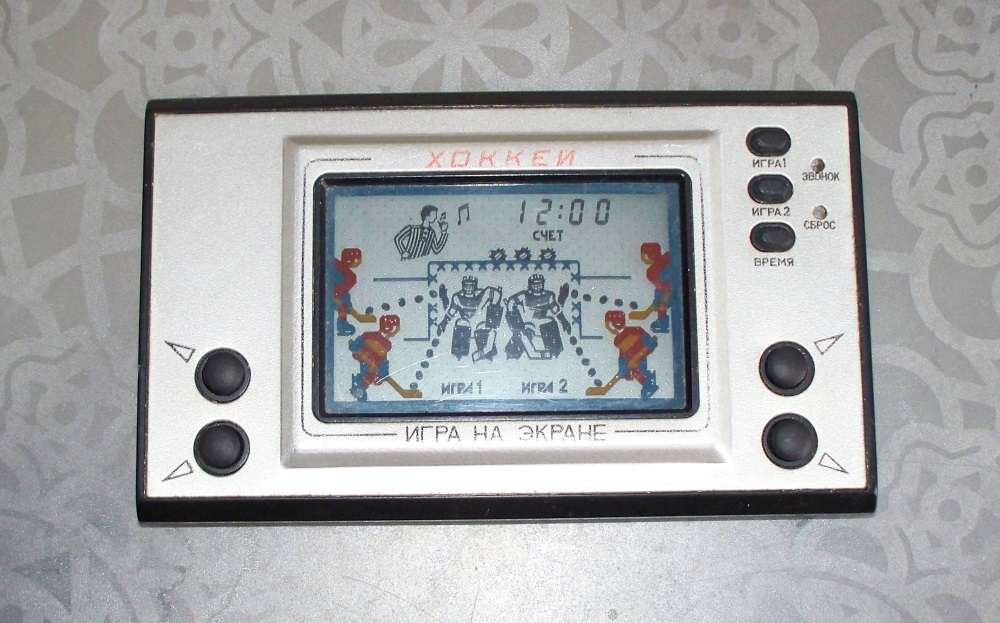
Electronika IM-10, Hockey
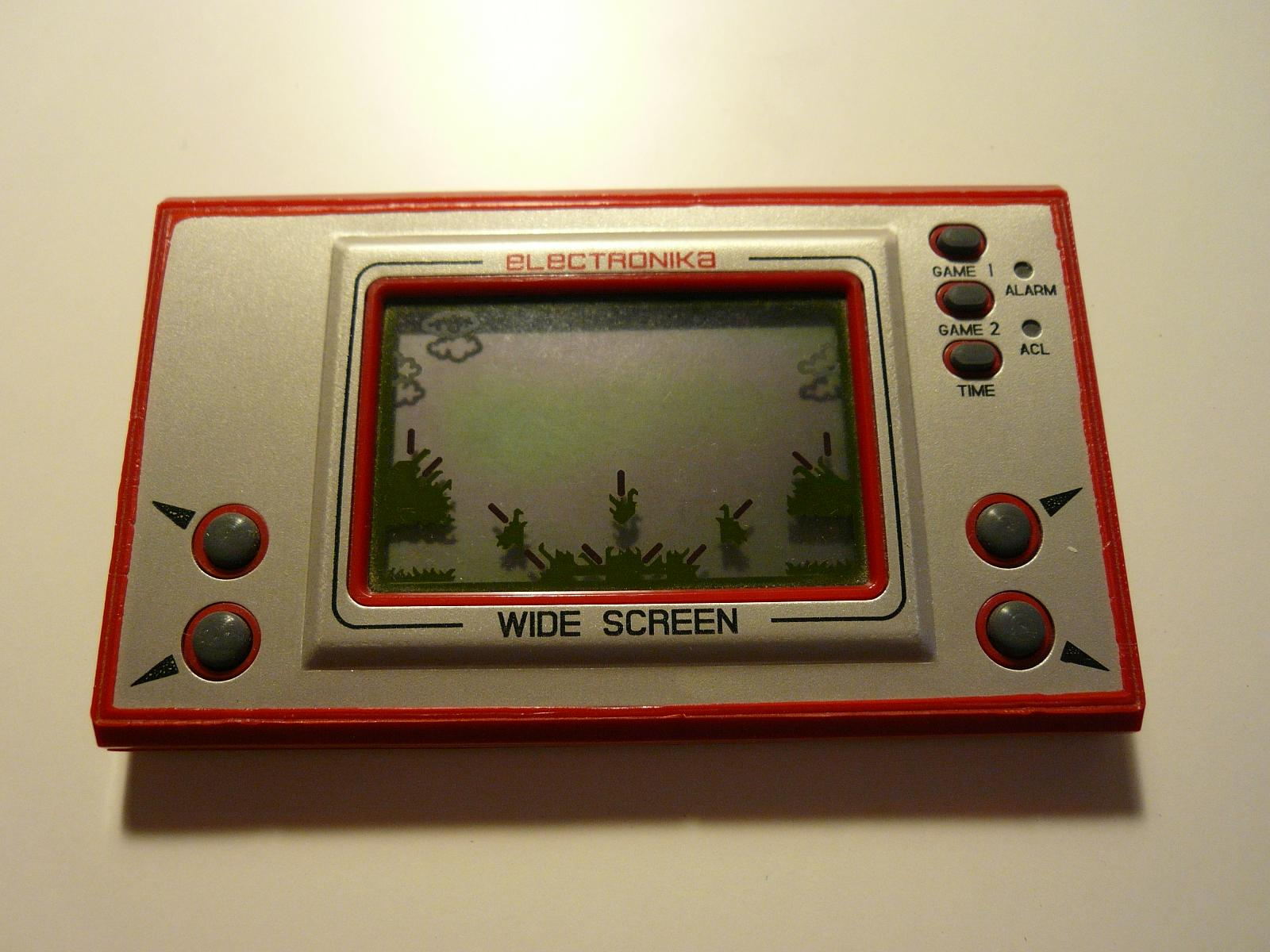
Elektronika IM-18, Fowling
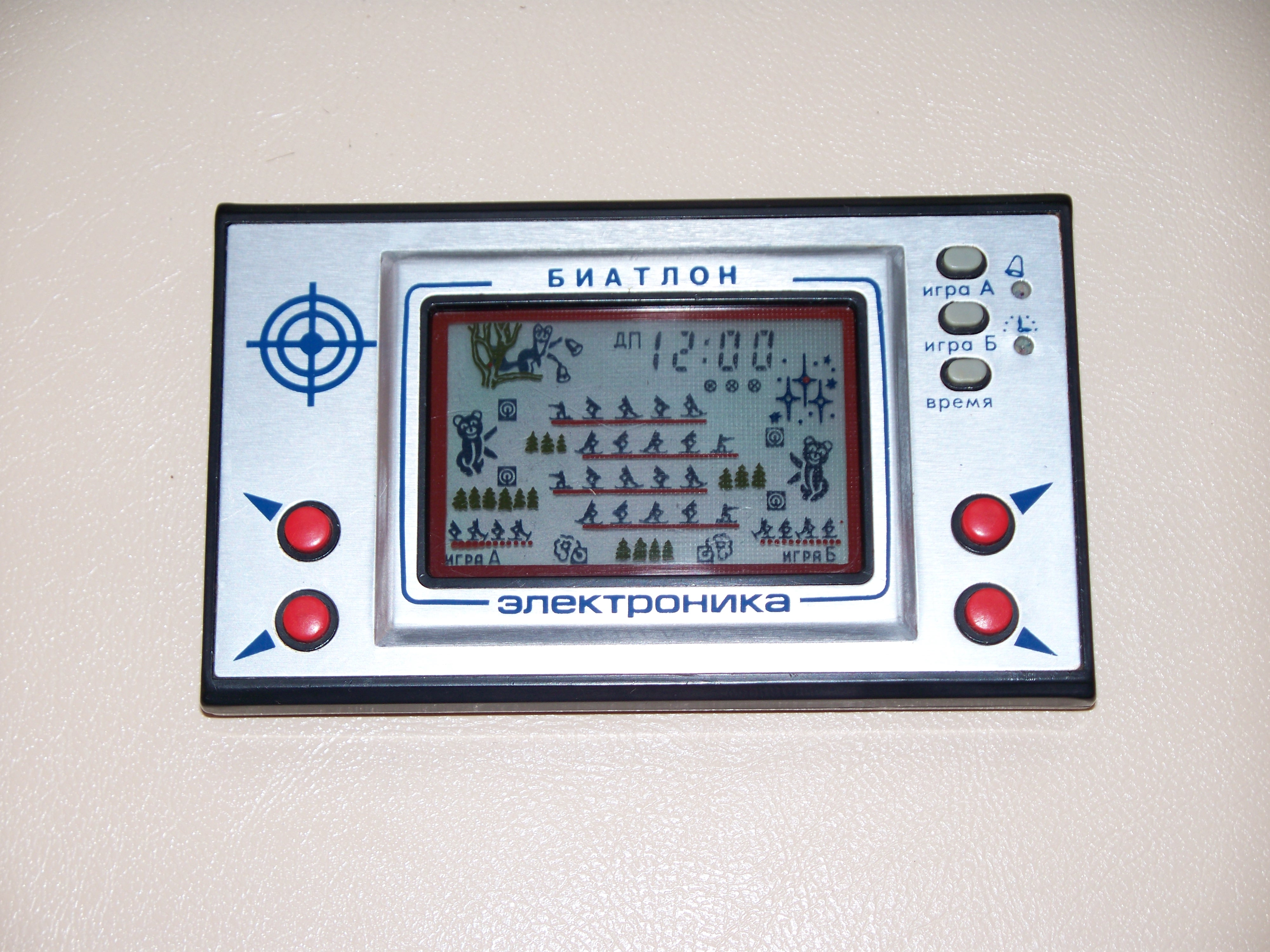
Elektronika IM-19, Biatlón
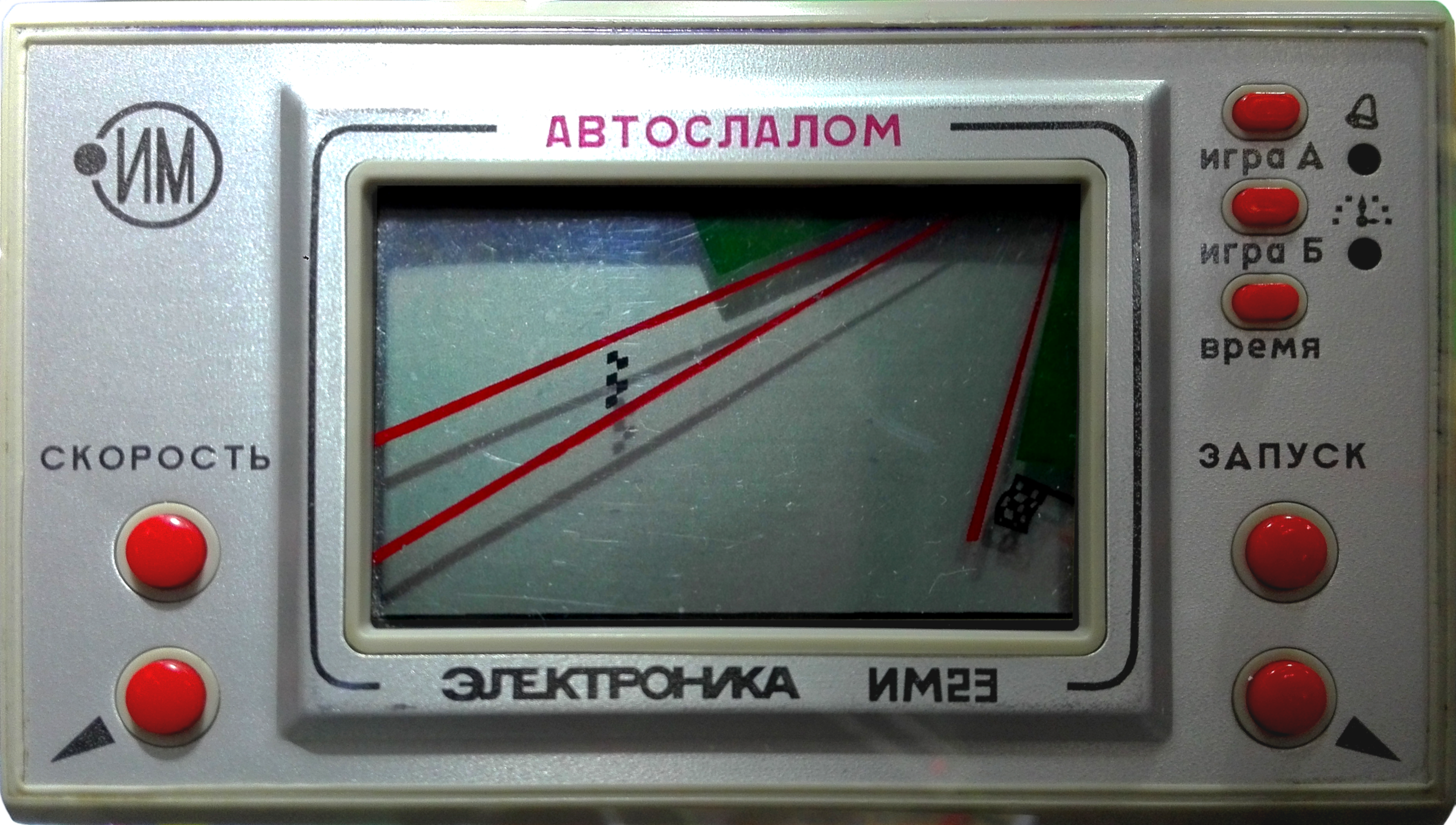
Elektronika IM-23, Car Slalom
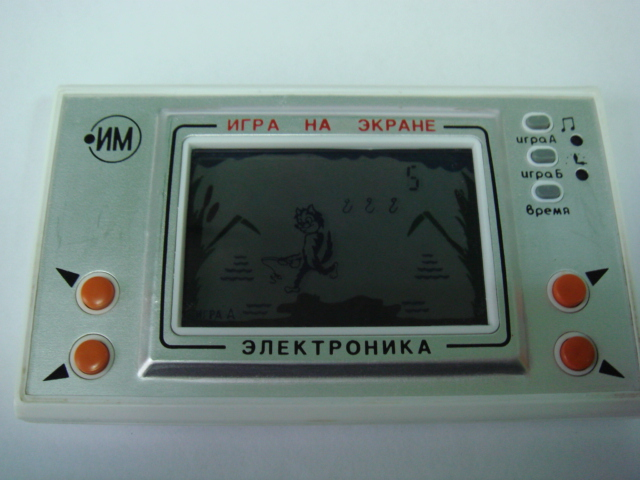
Elektronika IM-32, Kot Ribolov
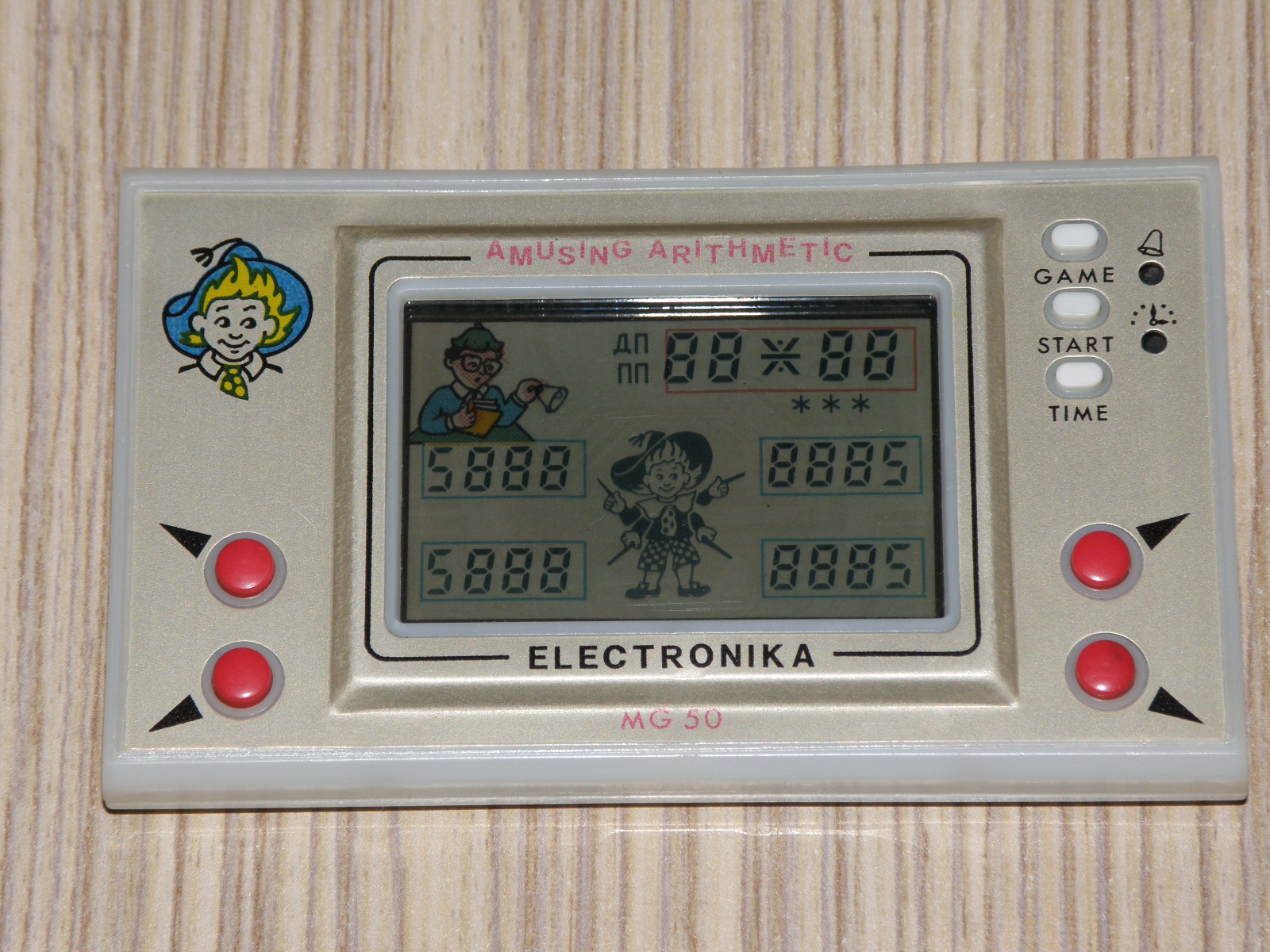
Elektronika IM-50, Merry arithmetic

## Cintas de audio

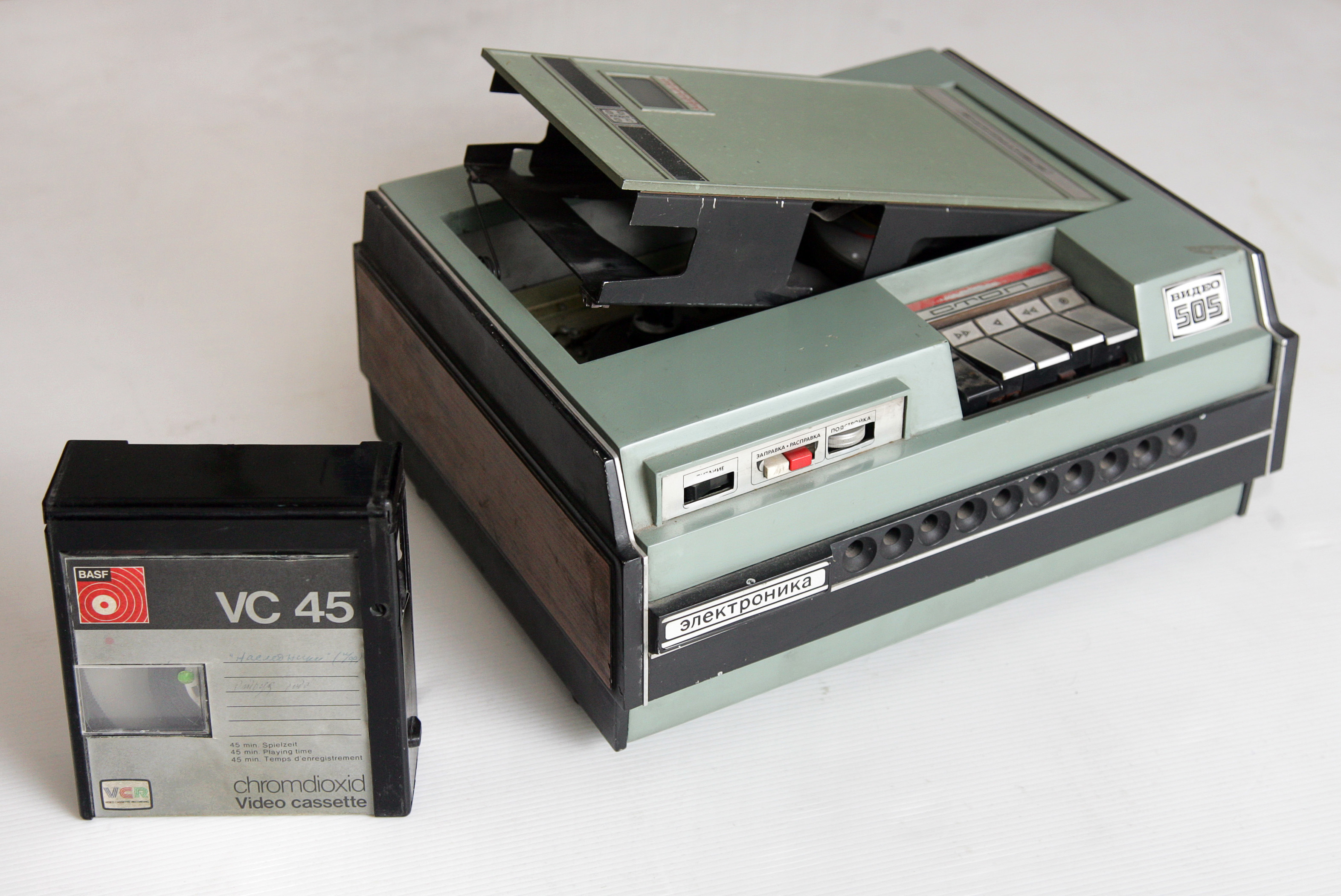
Electronika 505 video

### Carrete

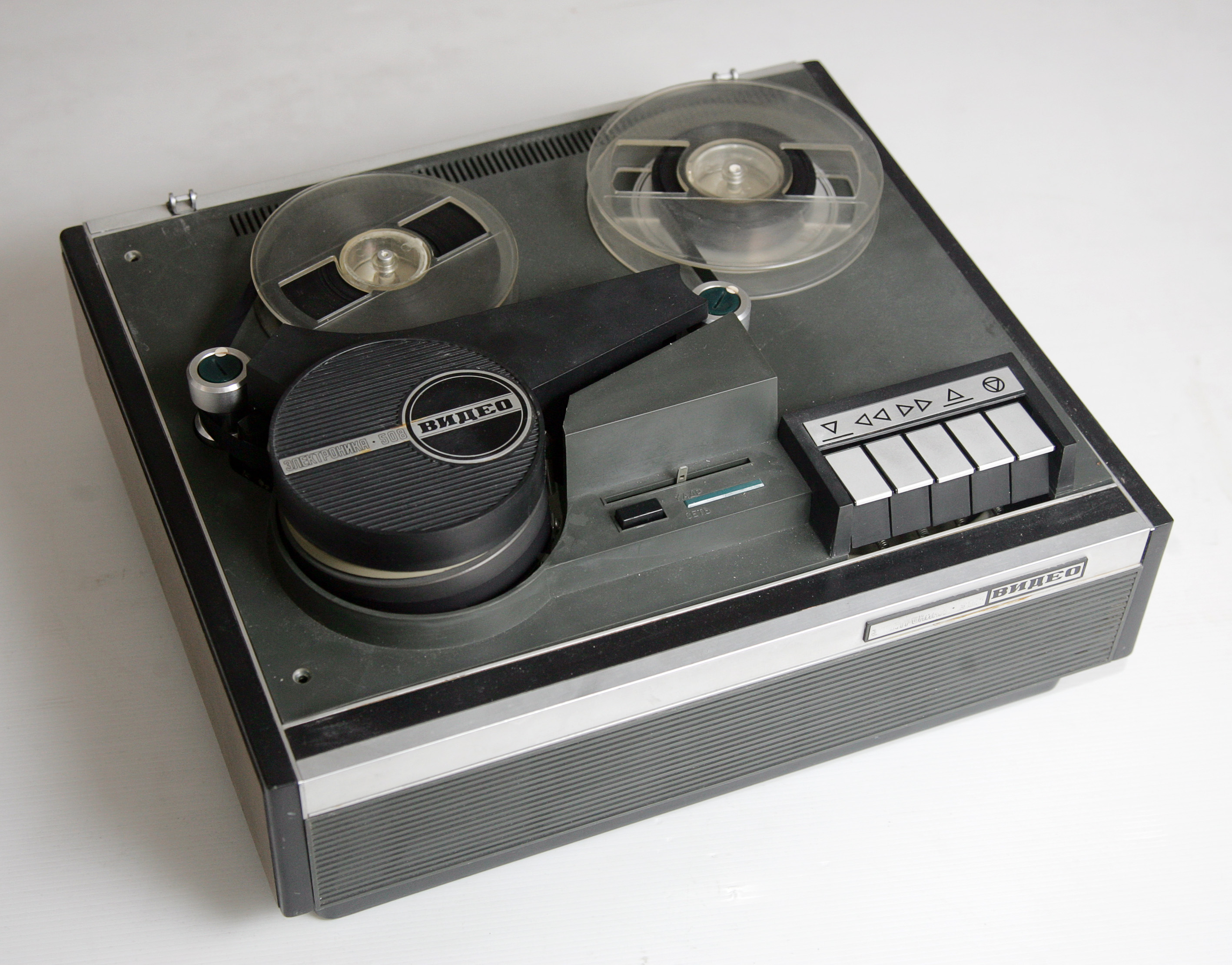
Electronika 508 video

- 100S (1970, portable stereo)
- ТА1-003 Stereo (1980)
- 004 Stereo
- MPK 007 S (1987)

### Casete
- 203-S (1980, portable stereo)
- 204-S (1984, stereo deck)
- MH-205 stereo (1985, car stereo player)
- 206-stereo
- 211-S (1983, portable stereo)
- 301 (1972, portable)
- 302, 302-1, 302-2 (1974 till 1990s, portable)
- 305 (1984, portable)
- 306 (1986, portable stereo)
- 311-S (1977, portable stereo)
- 321/322 (1978, portable)
- 323/324 (1981, portable)
- M-327 (1987, portable)
- M-334S (1990, sistema de componente estéreo portátil con grabador desmontable M-332S)
- М-402S (1990, pocket stereo)
- Elektronika-mini (199?, pocket stereo)